# Tupolev ANT-5
Il Tupolev ANT-5 (in cirillico Туполев АНТ-5) era un biplano monomotore progettato dallo TsAGI, all'epoca diretto da Andrej Nikolaevič Tupolev, e sviluppato in Unione Sovietica nella seconda metà degli anni venti.
Il suo progetto fu curato direttamente da Pavel Osipovič Suchoj, uno dei numerosi progettisti di talento che maturarono all'interno dello staff di Tupolev.
L'ANT-5 fu utilizzato dalla V-VS che lo impiegò come caccia assegnandogli la denominazione operativa I-4 (dal cirillico И-4: Истребитель -Istrebitelʹ- letteralmente combattente).

## Storia del progetto
Intorno alla metà degli anni venti le autorità militari sovietiche decisero di sostituire i velivoli dei reparti da caccia all'epoca in servizio (tutte macchine di produzione straniera: Ansaldo A.1, Fokker D.XI e Martinsyde F.4 Buzzard) con aerei di provenienza autoctona; negli anni successivi sarebbero quindi entrati in servizio i vari Grigorovich I-2, Polikarpov I-3 ed il Tupolev I-4.
Quest'ultimo, come detto, nasceva da un progetto sviluppato all'interno del gruppo di lavoro guidato da Tupolev e per questo identificato appunto con la sigla ANT-5. Si trattava del primo velivolo da caccia realizzato presso lo TsAGI: la cellula venne realizzata riprendendo le caratteristiche principali dei progetti precedenti, in particolare la struttura completamente metallica già adottata sugli ANT-2 ed ANT-3.
Si trattava di un biplano con velatura di tipo sesquiplana il cui prototipo volò per la prima volta tra i mesi di luglio ed agosto del 1927, motorizzato con un'unità radiale Bristol Jupiter IV di produzione britannica in grado di sviluppare la potenza di 426 CV. Un secondo esemplare venne destinato alle prove di valutazione (a partire dal dicembre del 1928), in questo caso dotato della versione dello Jupiter realizzata su licenza dalla francese Gnome et Rhône (in questo caso la potenza erogata era pari a 480 CV).
Nel corso degli anni vennero sperimentate una versione monoplana (l'eliminazione dell'ala inferiore venne bilanciata dall'incremento della lunghezza degli ipersostentatori del bordo d'attacco in quella superiore) ed una idrovolante; entrambe rimasero allo stadio di prototipo.
Ancora a titolo sperimentale si hanno notizie di test sugli armamenti: una modifica prevedeva la disposizione delle mitragliatrici sull'ala superiore, un'altra l'impiego di due cannoni da 76,2 mm disposti sotto l'ala inferiore.

## Tecnica
Il Tupolev ANT-4 si caratterizzava per la struttura metallica ed il rivestimento in duralluminio ondulato; era dotato di carrello d'atterraggio fisso, di tipo classico, privo di carenature. La velatura, sesquiplana presentava una considerevole differenza di superficie tra l'ala inferiore e quella superiore; gli impennaggi erano di tipo classico, con lo stabilizzatore collocato alla base della deriva.
Negli esemplari di serie il motore era lo Shvetsov M-22, versione prodotta su licenza dello Gnome-Rhône Jupiter installato sul secondo prototipo; la potenza erogata era (anche in questo caso) nell'ordine dei 480 CV.
L'armamento era costituito da due mitragliatrici di tipo PV-1 sparanti attraverso il disco dell'elica. Secondo alcuni, sarebbe stato possibile dotare il velivolo di quattro bombe da 50 kg ciascuna.

## Impiego operativo
Il Tupolev ANT-5 divenne operativo nella V-VS sul finire degli anni venti (come detto, con la designazione I-4) per rimanervi fino al 1933; all'apice del proprio utilizzo venne impiegato in diciotto reparti da caccia.
A titolo sperimentale tre ANT-5 furono impiegati anche nell'ambito del Progetto Zveno, in qualità di caccia parassiti in combinazione con un bombardiere Tupolev ANT-4.
Per finire, ancora in analogia con quanto già avvenuto con l'ANT-4, anche un ANT-5 fu utilizzato per sperimentare un sistema di decollo assistito da razzi (una sorta di precursore di quello che diverrà noto come RATO, acronimo di Rocket-Assisted Take Off).

## Versioni
I dati sulle versioni sono tratti da "TUPOLEV - THE MAN AND HIS AIRCRAFT".
- ANT-5 (AHT-5): 2 prototipi impiegati nelle prove di valutazione;
- I-4 (И-4): dal cirillico Истребитель (Istrebitelʹ), caccia. Versione di serie, realizzata in 369 esemplari;
- I-4bis: un singolo esemplare monoplano. Privo dell'ala inferiore, era dotato di ala superiore modificata nelle dimensioni degli ipersostentatori del bordo d'attacco;
- I-4P (И-4П): dal cirillico Поплавок (Poplavok), galleggiante; la sigla stava ad indicare che si trattava di una versione idrovolante, dotata di galleggianti a scarponi in luogo delle ruote del carrello d'atterraggio. Anche in questo caso si trattò di un singolo esemplare che non condusse a produzione in serie.

## Utilizzatori
Unione Sovietica
- Voenno-vozdušnye sily